# Seidenfadeniella rosea
Seidenfadeniella rosea là một loài thực vật có hoa trong họ Lan. Loài này được (Wight) C.S.Kumar miêu tả khoa học đầu tiên năm 1994.